# 魂斗羅
『魂斗羅』（コントラ、北米タイトル：Contra』、欧州タイトル：Gryzor）は、コナミが開発し1987年2月20日に稼働開始したアーケード用アクションシューティングゲーム。
1988年には次作のアーケードゲーム『スーパー魂斗羅 エイリアンの逆襲』が稼働開始し、以後『魂斗羅シリーズ』としてシリーズ化された。

## システム
ビルとランスの2人の魂斗羅が謎の軍団レッドファルコンと戦う。ジャングル（横）、BASE1（3D）、滝（縦）、BASE2（3D）、ツンドラ、敵基地、エイリアンズレアー（以上全て横）の全7エリア。ツンドラから敵基地、エイリアンズレアーまではずっと横スクロール面でボスを倒してもシームレスで次のエリアに移行する。ミスしたらその場から再開される。コンティニュー機能が搭載されているが、回数制限がある。

## アイテム
- ラピッドビレッツ：弾速が早くなる。
- マシンガン：押しているだけで弾を連射できるようになる。
- スプレッドガン：前方5方向に扇状に銃弾を発射する。
- レーザーガン：直線状に発射されるレーザー。連射は効かないが威力は高い。
- ファイアボール：火の玉が円を描くように発射される。
- バリア：一定時間無敵になる[1]。
- スペシャル：画面内の敵を全滅させる。ファミリーコンピュータ版のみ。

## ストーリー
西暦2631年に、ニュージーランド沖のガルガ諸島に隕石が落着した。そして2633年、このガルガ諸島に「レッド・ファルコン」という謎の軍隊の基地が発見された。レッドファルコンは人類滅亡を企んでいるとされ、地球海兵隊の司令部は熱い斗魂とゲリラ戦術を持つ闘志「魂斗羅」のビル・ライザーとランス・ビーンに基地破壊命令を下した。ランスとビルはガルガ諸島にヘリコプターで乗り込んだ。

## ステージ構成
エリア1
BGM・・・密林の戦い
サイドビュー、横スクロールのステージ。ジャングルで序盤は下は水になっている。水は落ちてもミスにはならず、下方向で潜ることができる。ボスは巨大センサー。
エリア2
BGM・・・迷路要塞1
3Dのステージを奥に進んでいく。途中で左右に進むシーンもある。ボスは巨大な目玉のようなガルマキルマ。
エリア3
BGM・・・流血の滝
サイドビュー、縦スクロールのステージ。滝を上へ上へと進んでいく。落石もあり、画面外に落下するとミスになる。ボスはエイリアンゲート。
エリア4
BGM・・・迷路要塞1
3D迷路基地。ボスは分身する分幻鬼ゴドムガー。
エリア5
BGM・・・氷の要塞
サイドビュー、横スクロールのステージ。雪原地帯。木陰からグレネードが飛んでくる。中ボスは銃装甲掃討車ドグラ。ボスは高速半重力ホバー・グルタフ。
エリア6
BGM・・・炎の要塞
サイドビュー、横スクロールのステージ。敵基地。炎が噴き出したり、トロッコなどの仕掛けがある。ボスは兜鬼巨神兵ゴルデア。
エリア7
BGM・・・戦慄の鼓動
サイドビュー、横スクロールのステージ。有機物のような背景。中ボスは天王鬼竜神ギャバ。ボスは天王創魔心ゴメラモスキング。

## 移植版
| タイトル                                       | 発売日                                     | 対応機種                                          | 開発元             | 発売元                     | メディア                                                                | 型式                                   | 備考                                                                                             |
| ---------------------------------------------- | ------------------------------------------ | ------------------------------------------------- | ------------------ | -------------------------- | ----------------------------------------------------------------------- | -------------------------------------- | ------------------------------------------------------------------------------------------------ |
| Contra Gryzor                                  | 1987年                                     | Amstrad CPC コモドール64 ZX Spectrum              | Ocean Software     | Ocean Software             | フロッピーディスク                                                      | -                                      | 北米ではコモドール64版のみ発売                                                                   |
| 魂斗羅                                         | 1988年2月2日 1988年2月9日 1990年12月28日   | ファミリーコンピュータ                            | コナミ開発2課      | コナミ                     | 1メガビットロムカセット 1メガビットロムカセット 2メガビットロムカセット | -                                      |                                                                                                  |
| Contra Gryzor                                  | 1988年                                     | PC/AT互換機                                       | Banana Development | コナミ                     | フロッピーディスク                                                      | -                                      |                                                                                                  |
| 魂斗羅                                         | 1989年5月26日                              | MSX2                                              | コナミ開発3課      | コナミ                     | ロムカセット                                                            | -                                      | SCC搭載                                                                                          |
| Konami Collector's Series Castlevania & Contra | 2002年11月16日                             | Microsoft Windows                                 | コナミ             | コナミ                     | CD-ROM                                                                  | -                                      | NES版の移植                                                                                      |
| 魂斗羅                                         | 2003年6月18日                              | J-スカイ （Javaアプリ）                           | コナミ             | コナミモバイル・オンライン | ダウンロード （コナミ J-APPLI）                                         | -                                      | アーケード版の移植                                                                               |
| オレたちゲーセン族 魂斗羅                      | 2006年5月25日                              | PlayStation 2                                     |                    | ハムスター                 | CD-ROM                                                                  | SLPM-62730                             | アーケード版の移植                                                                               |
| 魂斗羅                                         | 2006年6月16日                              | Windows                                           | コナミ             | アイレボ                   | ダウンロード (i-revo)                                                   | -                                      | ファミリーコンピュータ版の移植                                                                   |
| Contra                                         | 2006年11月8日                              | Xbox 360 (Xbox Live)                              |                    | KDE                        | ダウンロード (Xbox Live Arcade)                                         | -                                      | アーケード版の移植                                                                               |
| コナミ アーケード コレクション                 | 2007年5月15日 2007年5月27日 2007年10月26日 | ニンテンドーDS                                    | M2                 | KDE                        | 128メガビットDSカード                                                   | NTR-A5KJ-JPN NTR-ACXE-USA NTR-ACXP-EUR | アーケード版の移植                                                                               |
| Konami Classics Vol.2                          | 2009年12月15日                             | Xbox 360 (Xbox Live)                              | コナミ             | KDE                        | ダウンロード (Xbox Live Arcade)                                         | -                                      | ファミリーコンピュータ版の移植                                                                   |
| 魂斗羅                                         | 2010年2月2日                               | Wii                                               | コナミ開発3課      |                            | ダウンロード （バーチャルコンソール）                                   | -                                      | MSX2版の移植                                                                                     |
| 魂斗羅                                         | 2013年6月1日                               | iPhone、iPad (iOS)                                |                    | KDE                        | ダウンロード                                                            | -                                      |                                                                                                  |
| 魂斗羅                                         | 2014年10月15日                             | Wii U                                             |                    | KDE                        | ダウンロード （バーチャルコンソール）                                   | -                                      | MSX2版の移植                                                                                     |
| 魂斗羅                                         | 2016年8月10日                              | PlayStation 4                                     |                    | ハムスター                 | ダウンロード （アーケードアーカイブス）                                 | -                                      | アーケード版の移植 海外版 (CONTRA) も収録                                                        |
| 魂斗羅アニバーサリーコレクション               | 2019年6月12日                              | PlayStation 4 Xbox One Nintendo Switch PC (Steam) | M2                 | KDE                        | ダウンロード                                                            | -                                      | アーケード版、ファミリーコンピュータ版、北米NES版を収録 アップデートにより英語アーケード版が追加 |
| 魂斗羅                                         | 2020年9月3日                               | Nintendo Switch                                   |                    | ハムスター                 | ダウンロード （アーケードアーカイブス）                                 | -                                      | アーケード版の移植 海外版 (CONTRA) も収録                                                        |

ファミリーコンピュータ版
構成・システムに相違点がある。画面を横向きに変更されている。1つのステージがAC版に比べて長くなっており、敵基地は前半の炎地帯が「エネルギーゾーン」、後半が「ハンガー」と別のステージになった。また、ステージ開始時やステージクリア時に幕間デモが表示されるようになった。また、罠などの種類が増え、敵の行動パターンも異なる。AC版はマシンガンとレーザーは銃器の形をしていたが、それぞれイニシアルの「M」と「L」に変更されている。3Dステージは横移動が無くなり、奥方向への1方向になっている。また、3Dステージの時間制限が撤廃された。一部の武器にあった16方向の射撃はなくなり、8方向の射撃になっている。BGMは一部を除き、AC版より全体的に早くなっている。以降のシリーズでの初代に登場するBGMのアレンジ版は、ファミコン版に近い早さとなっている。
ほぼ同時に北米向けNES版も発売されているが、画面エフェクトがグレードダウンしている。北米版ではまた、幕間デモが大幅に省かれたり、ラスボス撃破後に専用のBGMではなく通常のステージクリアBGMが鳴るなど、日本版とはいくつかの違いがある。
欧州版は1990年に発売、タイトルが"Probotector"に変更され、キャラクターもメカに変更されている。
MSX2<メガロムカセット>版
3Dステージ有り。移植度が低い。
ライフが導入されていたりMSX2版オリジナルステージがあったりと大幅なアレンジが加えられている。画面はスクロールせず、固定画面の切り替え式（画面端に行くと次の画面に切り替わる）。1人プレイ専用。また、5方向攻撃のスプレッドガンが削除され、前後攻撃のリアガンが追加されている。銃器アイテムを取るとAC版はその武器に自動的に切り替わったが、MSX版は複数の武器から選択できるようになっている。また、イーグルマークのアイテムを取るとプレイヤーの耐久力、移動速度、ジャンプ力が上昇する。BGMはファミコン版とほぼ同じの早さ。
2010年2月2日よりWiiの、2014年10月15日よりWii Uのバーチャルコンソールにて配信されている。
携帯アプリ版
コナミネットDXでアプリにて配信。
PlayStation 2版
『オレたちゲーセン族』シリーズの1本。サントラCD、特典映像DVDが付属。
Xbox 360版
Xbox Live Arcadeで配信。オンライン協力プレイ・実績システムに対応している。
ニンテンドーDS版
『コナミ アーケード コレクション』に収録。
PlayStation 4,Nintendo Switch版
アーケードアーカイブスとして発売。北米版の『CONTRA』も同時収録している。インターネットによるハイスコアランキングにも対応。

## スタッフ
アーケード版
- ゲーム・プログラマー：岡本覚、HIDEYUKI FALCO（辻本英之）、KOICHI COBRA
- ビデオ・グラフィック：中村健吾
- スペシャル・デザイナー：ISHIWARI JINBO（神保隆司）、PASSIONATE NORIO
- サウンド・エディター：KAZUKI JAH（村岡一樹）
- エンジニア：ROM YAMAMOTO
- ディレクター：廣下宏治

ファミリーコンピュータ版
- プログラマー：梅崎重治、岸和田聡、山下幸紀、T.DANJYO、小川光章
- グラフィック・デザイナー：T.UEYAMA、村木摂、M.FUJIWARA、T.NISHIKAWA、C.OZAWA
- サウンド・クリエイター：前沢秀憲、禎清宏
- スペシャル・サンクス：霜出健治、さとうなおき、AC CONTRA TEAM
- ディレクター：UMECHAN（梅崎重治）、きたもとしんじ

## 評価
ファミリーコンピュータ版
ゲーム誌『ファミコン通信』の「クロスレビュー」では、6・8・7・6の合計27点（満40点）、『ファミリーコンピュータMagazine』の読者投票による「ゲーム通信簿」での評価は以下の通り21.55点（満30点）となっている。同誌1991年5月10日号特別付録の「ファミコンロムカセット オールカタログ」では、「ステージごとにスクロール方向や2D、3D表示が切り替わりあきない」とゲーム内容の多彩さに対して肯定的に評価されている。
| 項目 | キャラクタ | 音楽 | 操作性 | 熱中度 | お買得度 | オリジナリティ | 総合  |
| 得点 | 3.71       | 3.67 | 3.63   | 3.78   | 3.44     | 3.32           | 21.55 |

## 関連作品

### 書籍
魂斗羅（ファミリーコンピュータコナミスペシャル－コナミゲームブックシリーズ－）
1988年6月、コナミ出版、ISBN 9784876550197